# Кассиль, Абрам Григорьевич
Абрам Григорьевич (Гершонович) Касси́ль (1875, Поневеж, Ковенская губерния — 15 марта 1951, Энгельс, Саратовская область) — русский и советский врач-акушер и гинеколог, учёный-медик.

## Биография
Родился в 1875 году в Поневеже (ныне Паневежис, Литва). Его отец, Гершон Менделевич Кассиль, с 1880-х годов был духовным раввином и резником иудейской общины Казани. Мать — Рахиль Михелевна Бурштейн.
Окончил медицинский факультет Казанского университета. С 1904 года работал земским врачом в Покровской слободе, где в 1906 году выстроил первый родильный приют. Был врачом волостной Покровской больницы, в которой в годы Первой мировой войны располагался эвакогоспиталь.
После революции был уполномоченным Наркомздрава Немецкой республики по родовспоможению и уполномоченным по обезболиванию родов в РСФСР, преподавал в Энгельсском медицинском училище.
Похоронен вместе с супругой на Вознесенском (Старом) кладбище города Энгельса; могила сохранилась.

## Награды
- Заслуженный врач РСФСР.[6]
- Почётный гражданин Энгельса.

## Семья
Жена — музыкальный педагог, затем зубной врач Анна Иосифовна Перельман.
Сыновья — писатель Лев Кассиль и журналист Иосиф Кассиль.
Брат — Соломон Гершович (Соломон Гершонович, Сергей Григорьевич) Кассиль (1871, Юрьев — после 1939), врач, выпускник Казанского университета (1897), практиковал в Царицыне, с 1904 года работал железнодорожным врачом в Саратове, с 1911 года — в железнодорожной больнице Ряжска, после революции — в Горьком. 23 июля 1938 года был арестован; дело прекращено 4 октября 1939 года, освобождён 5 октября 1939 года.

## Монографии
- Женские болезни и их предупреждение. Энгельс, 1935.
- Die Frauenkrankheiten und ihre Verhütung (Женские болезни и их предупреждение). Engels: Deutscher Staatsverlag, 1935.